# Sergej Vladimirovič Il'jušin
Sergej Vladimirovič Il'jušin (in russo Сергей Владимирович Ильюшин?; Diljalevo, 30 marzo 1894 – Mosca, 9 febbraio 1977) è stato un ingegnere sovietico, capo dell'OKB Ilyushin, e uno dei padri dell'aeronautica sovietica insieme ad Andrej Tupolev e Nikolaj Žukovskij.

## Biografia
Dopo aver partecipato alla prima guerra mondiale (come meccanico dell'aviazione e poi come pilota) nel 1926 si laureò in ingegneria aeronautica all'Accademia militare Žukovskij. Dal 1926 al 1932 svolse importanti incarichi direttivi per la progettazione, la costruzione ed il collaudo di velivoli militari. Nel 1932 progettò il primo bombardiere bimotore, che cominciò a costruire nel 1933 nei neonati stabilimenti Ilyushin. Il TsKB lasciò un segno nella storia dell'aeronautica: nel 1939 il famoso pilota collaudatore Vladimir Kokkinaki volò su di esso nel primo volo senza scalo dall'Unione Sovietica agli Stati Uniti.
Dal TsKB Iliushin derivò, nel 1934-35, il bombardiere Il-14 che restò in servizio dell'Aeronautica sovietica fino al 1945. Nel 1939 progettò l'aereo d'attacco Ilyushin Il-2 Šturmovik, il primo al mondo con parti corazzate. Nel 1946 fu la volta dell'Il-12, aereo passeggeri interamente metallico, perfezionato nel 1947: quattro motori, velocità di 520 km/h, autonomia di 5 200 km, quota fino a 12 300 m. Nel 1963 sviluppò un aereo di linea quadrimotore, l'Ilyushin Il-62, nome in codice NATO "Classic". Nel frattempo realizzò e presentò (1957) il turboelica Il-18, capace di 75 passeggeri, molto utilizzato dalle compagnie aeree civili dell'Unione Sovietica e di altri Paesi.
Morì nel 1977 e fu sepolto al Cimitero di Novodevičij di Mosca.

## Medaglie ed onorificenze
- Medaglia d'oro dell'Aviazione della FAI

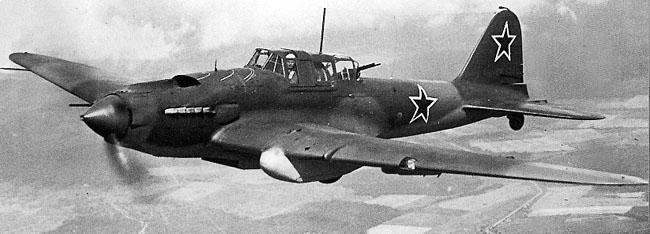
Ilyushin Il-2

- 1937-1970 - Deputato del Soviet Supremo dell'Unione Sovietica
- 1941, 1957, 1974 - Eroe del lavoro socialista
- 1941, 1942, 1943, 1946, 1947, 1950, 1952, 1971 - Onorificenze di stato
- 1960 - Premio Lenin
- Otto medaglie dell'Ordine di Lenin
- Ordine di Suvorov di primo e secondo grado
- Ordine della Bandiera rossa del lavoro
- Due medaglie dell'Ordine della stella rossa
- Busto in bronzo a Mosca e Vologda
- Una fabbrica di Mosca fu chiamata S.V.Ilyushin